# Stephen Gately
Stephen Patrick David Gately (17 tháng 3 năm 1976 – 10 tháng 10 năm 2009) là một ca sĩ, nhạc sĩ, diễn viên, tác giả viết cho thiếu nhi của Ireland. Stephen cùng Ronan Keating là hai giọng ca chính của ban nhạc Boyzone.

## Thuở thiếu thời
Stephen Gately lớn lên trong tầng lớp lao động nghèo ở khu phố Sheriff của Dublin. Anh là con trai thứ tư trong gia đình năm anh chị em. Cha anh Martin là thợ trang trí, và mẹ anh Margaret (sinh 1949) là người thợ giặt ủi Anh chị em của Stephen là Michelle, Tony, Alan and Mark. Stephen tham gia nhiều hoạt động âm nhạc và diễn kịch ở trường học, như Juno and the Paycock.

## Sự nghiệp

### Âm nhạc

#### Boyzone

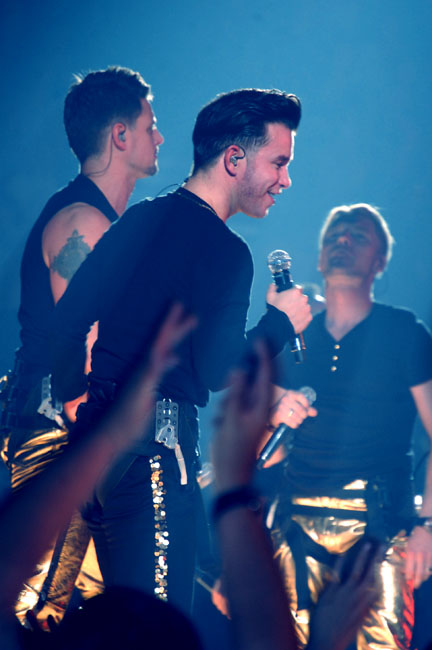
Gately biểu diễn cùng Boyzone ở Wembley, tháng 5 năm 2009.

Stephen gia nhập Boyzone năm 1993. Anh cùng Ronan Keating là giọng ca chính của nhóm. Sau single đầu tay của nhóm chỉ ra mắt tại Ireland Working My Way Back to You, Stephen cùng Boyzone ra single thứ hai Love Me For A Reason tấn công thị trường âm nhạc Anh Quốc và đạt những thành công rực rỡ trên thị trường âm nhạc. Cho đến khi giải tán năm 2000, họ đã có 6 ca khúc đứng đầu Bảng xếp hạng Anh Quốc. Họ được coi là ban nhạc pop của những năm 1990 đạt được nhiều thành công và là đối thủ với ban nhạc Take That
Năm 2008, Boyzone tái hợp trong Giải thưởng Meteor 2008. Sau khi anh qua đời, ông bầu Louis Walsh đã nói về Stephen: "Anh là băng keo trong Boyzone, anh ấy đưa mọi người lại gần nhau".

#### Sự nghiệp Solo
Ngay từ khi còn trong Boyzone, Stephen đã tiếp cận với sự nghiệp solo bằng single Shooting Star – bài hát từng được sử dụng trong phim hoạt hình Hercules của Walt Disney.
Sau khi Boyzone tan rã năm 2000, Stephen bắt đầu sự nghiệp solo đầu tiên với single "New Biginning", và ra album solo cùng tên vào 1 năm sau đó.
Album New Beginning bao gồm 12 ca khúc, trong đó có bài hát "Bright Eyes" là nhạc phim Watership Down. Anh cũng lồng tiếng cho nhân vật Blackavar trong phim.
Ngày 29 tháng 5 năm 2000, single "New Beginning" được phát hành và lên tới vị trí thứ 3 trong Bảng xếp hạng Anh Quốc. Sau đó 2 tuần, album cùng tên được phát hành và cũng lọt vào Bảng xếp hạng.
Single thứ 2 trong album là "I Believe" được phát hành vào ngày 2 tháng 10 năm 2000, đây cũng là nhạc phim "Billy Elliot", rất tiếc không lọt được vào topten UK mà chỉ đứng thứ 11. Stephen có cảm hứng thu bài này khi anh xem bộ phim.. Cùng năm đó single thứ 3 "Stay" ra mắt nhưng rồi cũng không đạt thành công như mong đợi. Ngay sau đó hãng Polydor chấm dứt hợp đồng với Stephen và anh quyết định tập trung vào nghiệp diễn xuất.

#### Boyzone tái hợp
Năm 2008, cùng với sự nghiệp solo và hoạt động diễn kịch, đóng phim, Stephen cùng các thành viên Boyzone tái hợp nhóm, sau thành công khi ban nhạc Take That tái hợp trước đó.
Sau tua diễn Back Again No Matter What 2008 Stephen cùng Boyzone ra mắt 2 đĩa đơn và 1 album tổng hợp, trong đó có Better – đĩa đơn thứ 2 gây chú ý bởi trong videoclip của bài hát này lần đầu tiên Stephen diễn cùng một người mẫu nam.

### Diễn kịch và truyền hình
Tháng 12 năm 2002, Stephen nhận vai chính trong vở "Joseph and the Amazing Technicolor Dreamcoat". Sau thành công của vở kịch này, Stephen tiếp tục xuất hiện trong vai ác quỷ trong Chitty Chitty Bang Bang năm 2004. Năm 2006 vở kịch tiếp theo xuất hiện tên Stephen là The Wizard of Oz. Ngoài ra anh còn tham gia đóng vở Cinderella vai hoàng tử bạch mã.
Năm 2006 Stephen tham dự chương trình All Star Talent Show và làm khán giả bất ngờ với màn trượt băng rất điệu nghệ sau 1 tuần học cấp tốc, sự thành công này khiến anh trở thành khách mời trong chương trình Dancing on Ice tại Anh, anh tiếp tục khiêu vũ trên sân băng cùng thí sinh Kristina Lenko và cặp nhảy đạt vị trí thứ 8 chung cuộc. Năm 2008, Stephen thử sức với lĩnh vực điện ảnh khi tham gia đóng vai phụ trong bộ phim kinh dị có kinh phí thấp tên Devil's Curse.

## Đời tư
Stephen Gately chia tay với bạn trai đầu tiên của anh, Stephen Howard vào năm 1993. Howard trở thành người nghiện ma túy và tự tử vào năm 1995.
Ngày 16/6/1999, khi Boyzone đang ở trên đỉnh cao thành công thì Stephen bất ngờ tuyên bố trong bài phỏng vấn trên tờ The Sun "Tôi đồng tính và tôi đang yêu"... tin gây sốc này đã làm đổ vỡ nhiều trái tim fan nữ hâm mộ anh tại quê hương của Boyzone cũng như trên thế giới, Stephen tâm sự rằng anh đã phải vượt qua nhiều rào cản tâm lý cũng như nỗi sợ hãi bị các thành viên khác ghét bỏ để công khai giới tính thực của mình, nhưng đổi lại Stephen có được sự tôn trọng và động viên của các thành viên trong nhóm cũng như từ khán giả hâm mộ
Anh cũng công khai chuyện hẹn hò với bạn trai Eloy de Jong của nhóm nhạc Hà Lan Caught in the Act, họ gặp nhau lần đầu tiên vào năm 1995 và giữ mối quan hệ cho đến tháng 1 năm 2002 thì đường ai nấy đi. Sau khi ổn định một thời gian, qua sự giới thiệu của Elton John & David Furnish Stephen làm quen với doanh nhân Andrew Cowles, chỉ sau mấy tháng hẹn hò Stephen và Andrew đã đi tới hôn nhân "chưa chính thức" bằng một lễ cưới tại Las Vegas năm 2003, 19 tháng 3 năm 2006 họ hợp thức hóa mối quan hệ của mình bằng lễ cưới lần 2 tổ chức ở London, rất nhiều người hâm mộ đã chúc mừng hạnh phúc cho cặp đôi này.

## Cái chết bất ngờ
Stephen được phát hiện đã tắt thở ngày 10 tháng 10 tại Mallorca, Tây Ban Nha. Trước đó, vào tối 5 tháng 10, Stephen còn xuất hiện với trạng thái rất khỏe mạnh, tỉnh táo cùng người đồng nghiệp Ronan Keating tại lễ trao giải Pride Of Britain của đài ITV1. Đây có thể xem là lần xuất hiện cuối cùng trong cuộc đời của Stephen trước công chúng. Trên trang Twitter, vào ngày 6 tháng 10, Stephen Gately đã viết: "Tôi vẫn rất bận rộn, còn nhiều việc phải làm. Tôi phải tập trung hoàn thành cuốn sách của mình, ở đây thật yên bình". Tối 9 tháng 10, Stephen và bạn trai Andy Cowles đã mời một người đàn ông quốc tịch Bungary có tên Giorgio tới căn hộ của mình nằm trong khu nghỉ dưỡng Port Andratx phía tây nam Mallorca, sau khi cả ba gặp gỡ tại hộp đêm Black Cat đêm đó. Đến 13h45 chiều ngày 10/10 (giờ địa phương), thi thể của Stephen Gately mới được Andy Cowles phát hiện ra. Andy Cowles cố gắng cứu sống Stephen bằng vài biện pháp hồi sức cấp cứu, song mọi nỗ lực của Andy đều không mang lại kết quả. Stephen đã chết từ trước đó. Kết quả khám nghiệm tử thi cho biết anh qua đời do bị tràn dịch màng phổi dẫn tới ngạt thở, suy tim.
Các thành viên còn lại của Boyzone đã đưa thi thể Stephen Gately về quê nhà Ireland, gia đình đã tổ chức đám tang cho anh tại nhà thờ St Laurence O'Toole, thành phố Dublin. Ireland tối ngày 16 tháng 10. Tang lễ đã được tổ chức ngày 17 tháng 10 với rất đông bạn bè, người hâm mộ đến đưa tiễn. Ngoài các thành viên còn lại của Boyzone, còn có sự theo dõi của hàng nghìn khán giả hâm mộ và những người bạn thân thiết của Stephen Gately trong làng giải trí như nhà sản xuất Louis Walsh, các thành viên nhóm Westlife, Brian McFadden, Shayne Ward Ward, Sharon Corr, Jason Donovan, George Michael, vợ chồng David và Victoria Beckham, Simon Cowell, nhóm Take That, nhóm U2, Robbie Williams, Cheryl Cole, Sharon Osborne, Colin Farrell,...

## Đĩa hát

### Album
- New Beginning (2000, Universal Music) [UK#9]

| STT | Nhan đề                  | Thời lượng |
| --- | ------------------------ | ---------- |
| 1.  | "New Beginning"          |            |
| 2.  | "I Believe"              |            |
| 3.  | "If Only You Were Here"  |            |
| 4.  | "Stay"                   |            |
| 5.  | "Wanna Be Where You Are" |            |
| 6.  | "Where Do You Go"        |            |
| 7.  | "Judgement Day"          |            |
| 8.  | "You Lied"               |            |
| 9.  | "Far From Love"          |            |
| 10. | "Just Can't Say Goodbye" |            |
| 11. | "Do Without Me"          |            |
| 12. | "Coming Back"            |            |
| 13. | "Bright Eyes"            |            |

### Singles
- 2000: "New Beginning"/"Bright Eyes" [UK #3]
- 2000: "I Believe" (theme from Billy Elliot)" [UK #11]
- 2001: "Stay" [UK #13]

### Các ca khúc khác
- 1999: "Chiquitita" – trong album ABBAMania
- 2007: "Children of Tomorrow" – trong album nhạc sách Doctor Who – Horror Of Glam Rock